# Kattara-mélyföld

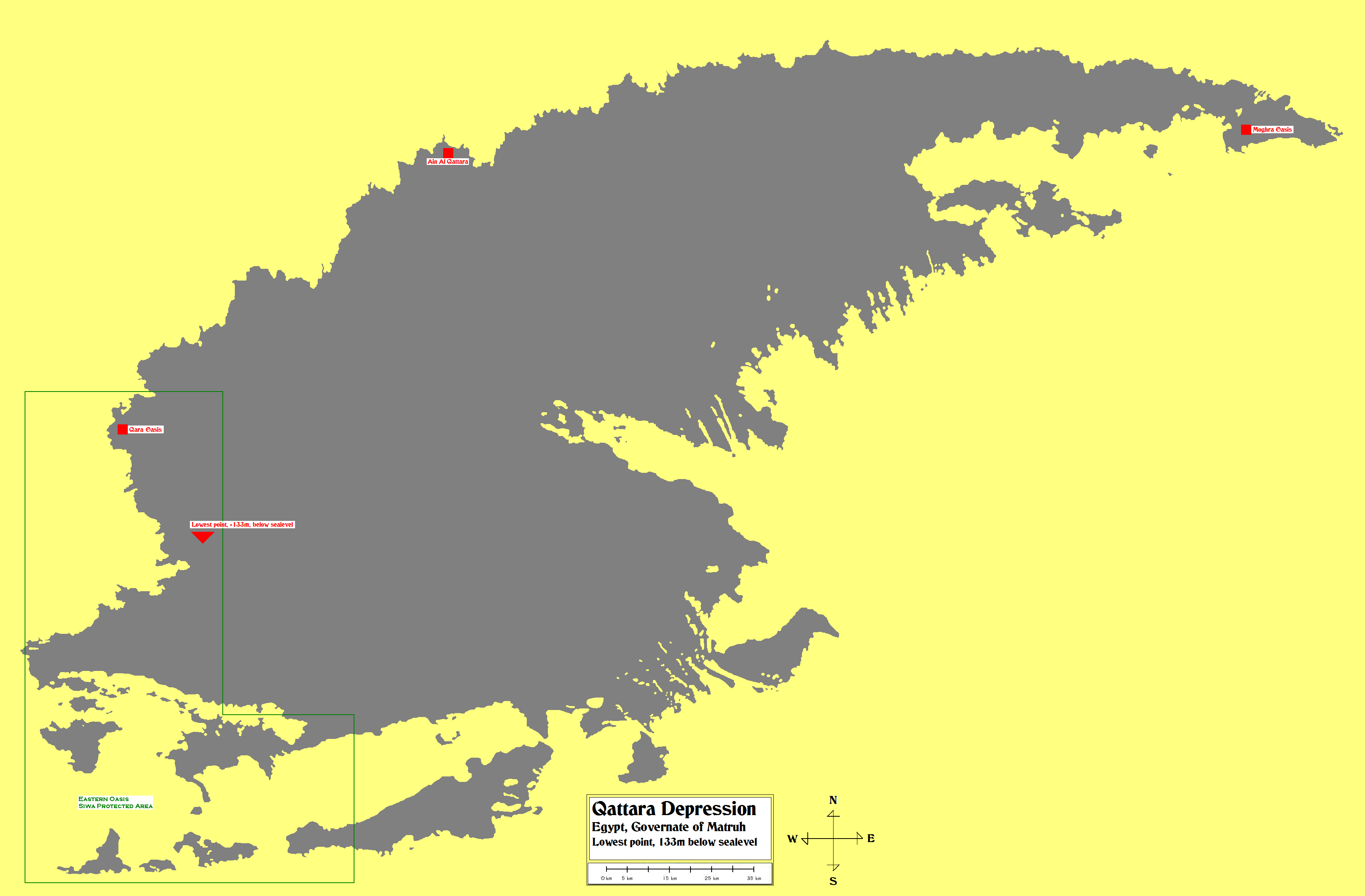
A Kattara-mélyföld térképe

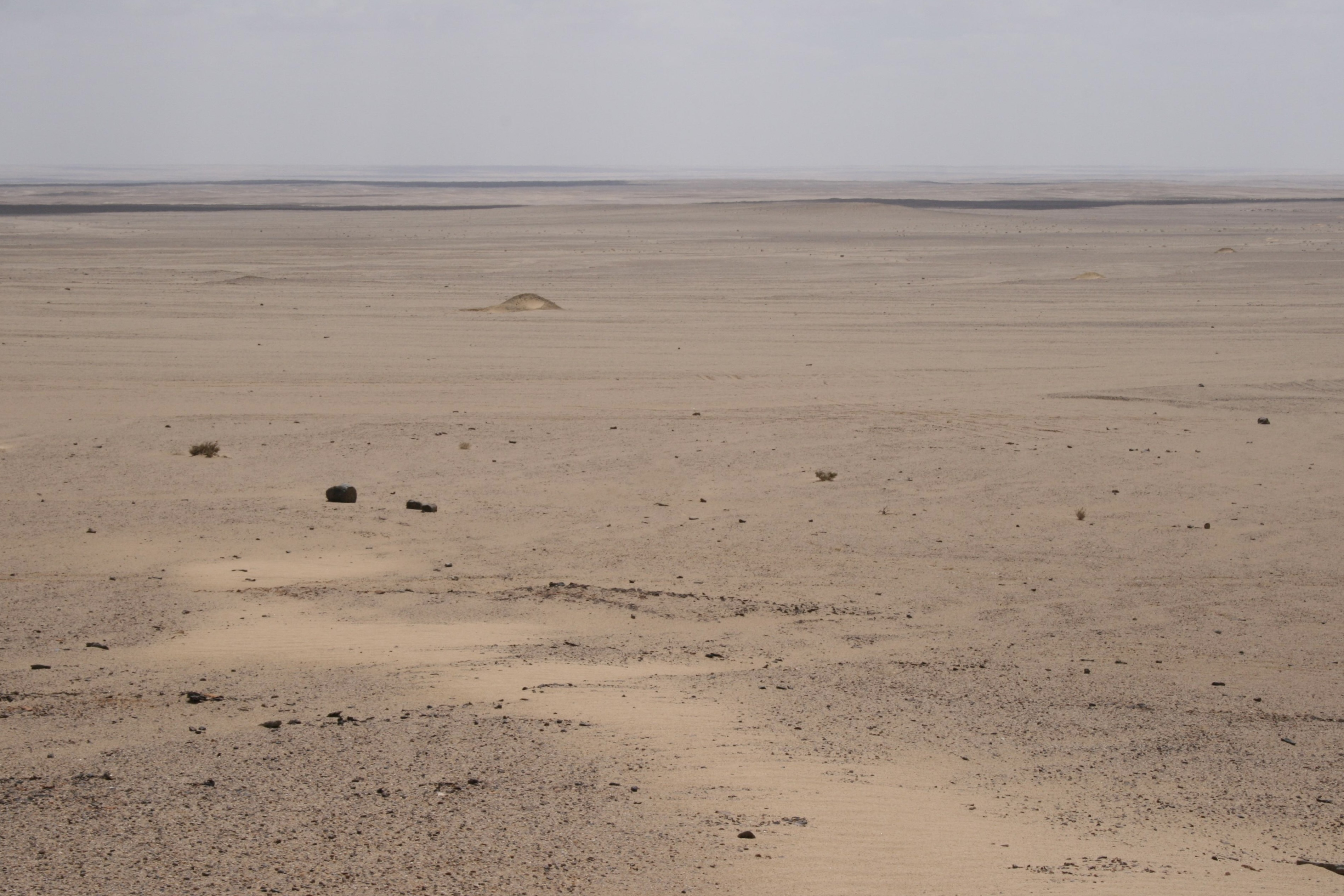
Kattara-mélyföld

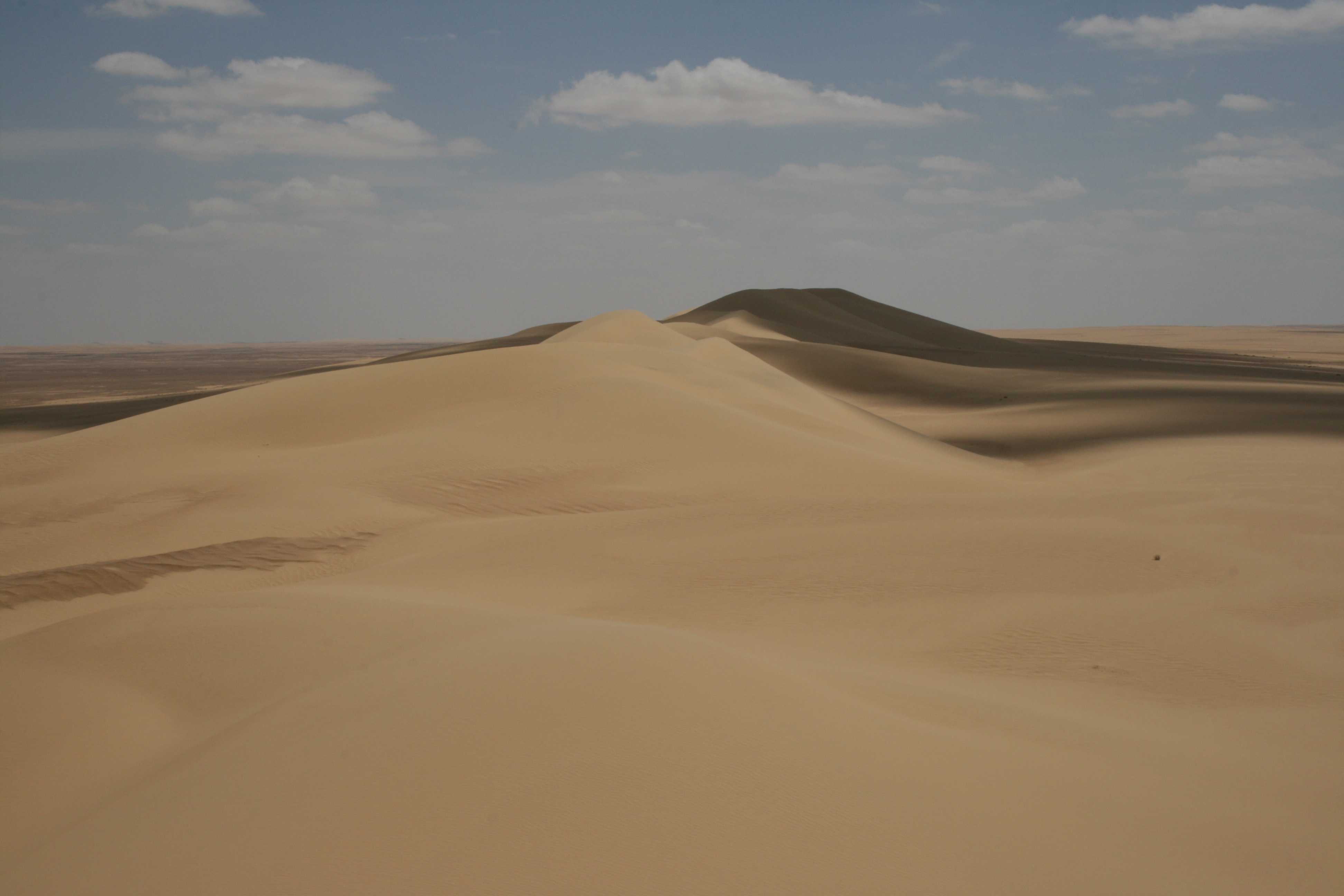
Homokdűnék

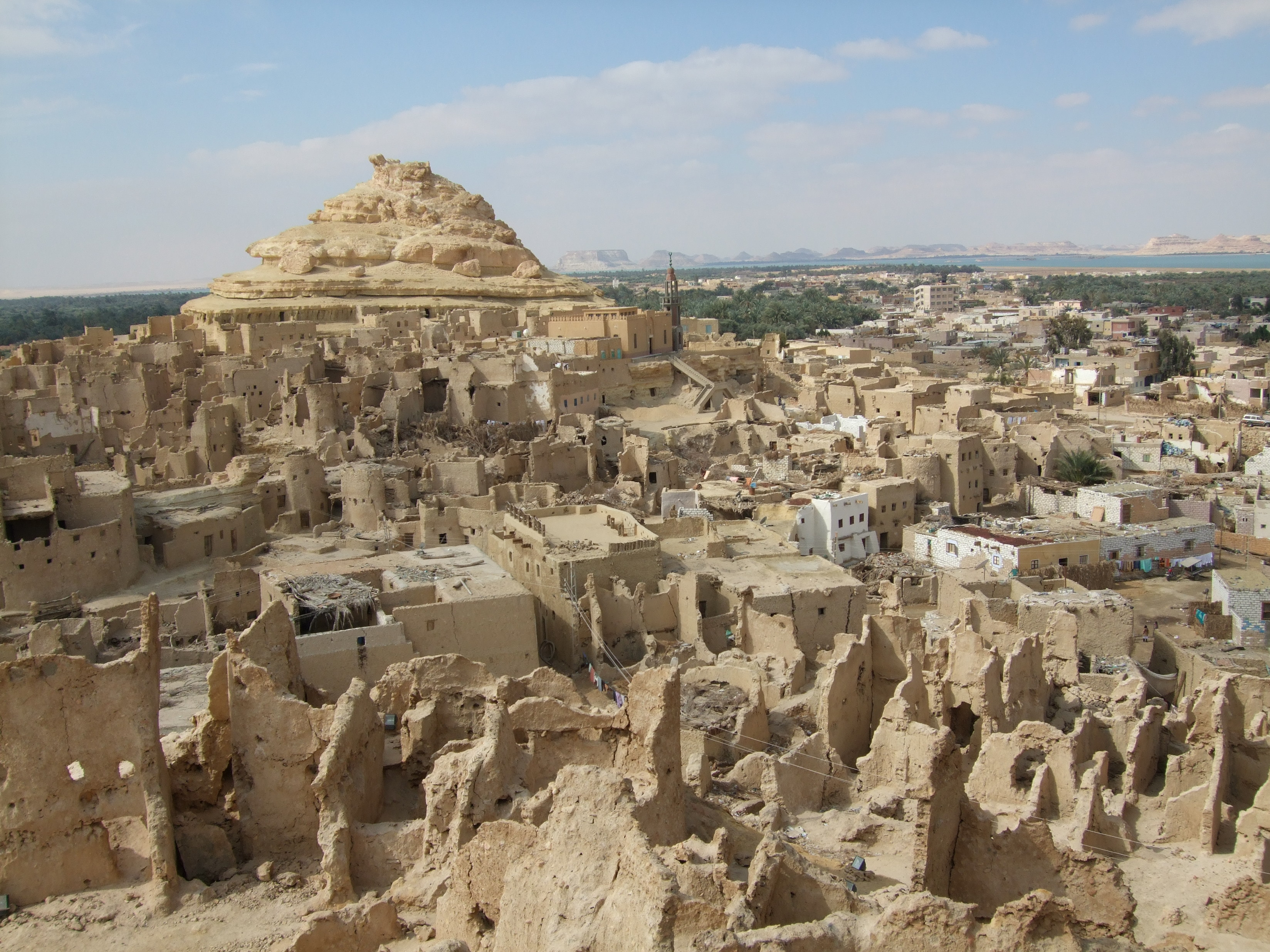
Szíva-oázis

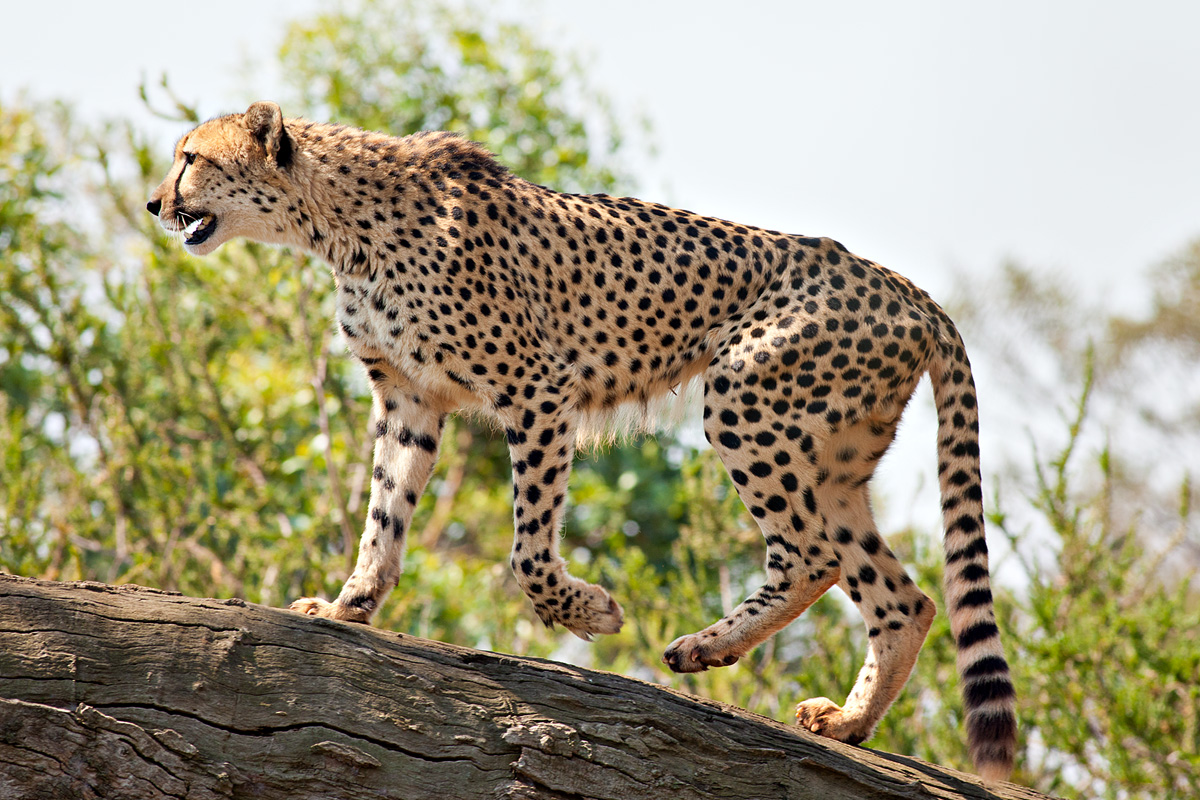
Gepárd

A Kattara-mélyföld (arabul: منخفض القطارة, DIN 31635 szerinti átírással Munḫafaḍ al-Qaṭṭārah) Egyiptom északnyugati részén, a Líbiai-sivatagban található lefolyástalan medence. A medence felszínének nagyobb része a tengerszint alatt terül el, és homokdűnék, sóréteg és sós mocsarak fedik. A legmélyebb pontja -133 méter. Területe közel 20 000 km².

## Leírás
A medence északi részen 280 m magas dombok vannak, délen a Nagy-homoktenger homokdűnéi hullámzanak. A mocsarak 300 km²-t foglalnak el. A kiszáradt tavakban nagy esőzések után időszakosan van víz. A mélyedést folyamatosan alakítja a sós erózió és a szél.
A mélyedésben van néhány oázis: a Szíva-oázis, a Kara-oázis, a Mogra-oázis, az Ain EI Qattara és az Ein EI Ghazzalat. A Siva-oázis védett terület.
A Hatiyat Tabaghbagh és Hatiyat Umm Kitabain oázisok körül vizenyős területek találhatók, ahol számos növény él, köztük cserjék és kisebb pálmaerdők is. A medencében több helyen kutatnak olaj után.

## Növény- és állatvilág
A sekélyes helyeken akáciaerdők nőnek, a közönséges nád állandó növényzet a mocsaras vidéken. A mélyföld északi és nyugati részén, az oázisok közelében gepárdok élnek.
A gazella szintén a mélyedés lakója, és gepárdok fő tápláléka. A délnyugati részen vizenyős területek mellett nagyobb gazellapopuláció él.
A vizenyős és füves részeken a fokföldi nyúl, aranysakál, róka és kis létszámú sörényes juh él.
Egykor itt élt, de mára kihalt a kardszarvú antilop és az addax.

## Klíma
A Kattara-mélyföld éghajlata száraz, északon évente 25–50 mm csapadék esik, délen ennél kevesebb. A napi hőmérséklet 6,2–36,2 °C között ingadozik. Az uralkodó széljárás északnyugati, márciusban 11,5 m/s, decemberben 3,2 m/s.

## Története
Az európaiak közül angol felfedezők járták be először 1921 és 1925 között a mélyedést, tapasztalataikat 1931-ben tették közzé a The Geographical Journal folyóiratban. A második világháború nem kerülte el a Kattara-mélyföldet. A német-olasz csapatok és az angolok a Földközi-tenger és a mélyföld között aknamezőket és állásokat telepítettek. Az el-alameini csaták a közelben zajlottak le.
Az itt állomásozó németek akaratlanul is hozzájárultak az üzenetek titkosítására készített Enigma feltöréséhez, mivel állandóan azt az üzenetet küldték, hogy „nincs semmi jelentenivaló”.

## Lakosság
Csak a Kara-oázisnak van állandó lakossága, mintegy 300 fő. A medence területén nomád beduinok vándorolnak.